# Gregg Caggianelli
Gregg Michael Caggianelli (ur. 2 sierpnia 1968 w Kingston) – amerykański duchowny rzymskokatolicki, biskup pomocniczy archidiecezji Wojskowej Stanów Zjednoczonych Ameryki od 2025. 

## Życiorys
Święcenia kapłańskie przyjął 25 października 2002 i został inkardynowany do diecezji Venice. 
21 lutego 2025 papież Franciszek mianował go biskupem pomocniczym archidiecezji Wojskowej Stanów Zjednoczonych Ameryki oraz biskupem tytularnym Gemellae in Byzacena. Sakry udzielił mu 9 maja 2025 arcybiskup Wojskowy Stanów Zjednoczonych Ameryki, Timothy Broglio. 